# Patof chez les dinosaures
 (mai 2025).
Motif : Absence de sources
- Archive Wikiwix
- Bing
- Cairn
- DuckDuckGo
- E. Universalis
- Gallica
- Google
- G. Books
- G. News
- G. Scholar
- Persée
- Qwant
- (zh) Baidu
- (ru) Yandex
- (wd) trouver des œuvres sur Wikidata

| 1. | Préciser le motif de la pose du bandeau. | Précisez le motif de la pose du bandeau en utilisant la syntaxe suivante : {{admissibilité à vérifier\|date=mai 2025\|motif=remplacez ce texte par le motif}}                                  |
| 2. | Informer les utilisateurs concernés.     | Pensez à avertir le créateur de l'article, par exemple, en insérant le code ci-dessous sur sa page de discussion : {{subst:avertissement admissibilité à vérifier\|Patof chez les dinosaures}} |

Patof chez les dinosaures est le troisième album de la série de bande dessinée Patof, dessiné et scénarisé par François Ladouceur.  
L'album a été publié en 1976.

## Synopsis
Dans cette troisième aventure captivante, Patof se retrouve face à un défi de taille : sauver Monsieur Polpon et le Général Itof qui ont été malencontreusement déshydratés par une machine spéciale conçue pour déshydrater les légumes. Malheureusement, il faudrait plus de cent vingt millions d'années pour les réhydrater en toute sécurité! Afin de les sauver, Patof décide d'utiliser la machine à voyager dans le temps pour retourner à l'époque des dinosaures. Une aventure palpitante qui ne manquera pas de dangers! 